# New York Film Critics Circle Awards 1992
La 58ª edizione della cerimonia dei New York Film Critics Circle Awards, annunciata il 17 dicembre 1992, si è tenuta il 17 gennaio 1993 ed ha premiato i migliori film usciti nel corso del 1992.

## Vincitori e candidati

### Miglior film
- I protagonisti (The Player), regia di Robert Altman
- Gli spietati (Unforgiven), regia di Clint Eastwood
- Casa Howard (Howards End), regia di James Ivory

### Miglior regista
- Robert Altman -  I protagonisti (The Player)
- Clint Eastwood - Gli spietati (Unforgiven)
- James Ivory - Casa Howard (Howards End)

### Miglior regista esordiente
- Allison Anders - Nel deserto di laramie (Gas Food Lodging)
- Quentin Tarantino - Le iene (Reservoir Dogs)
- Tim Robbins - Bob Roberts

### Miglior attore protagonista
- Denzel Washington - Malcolm X
- Harvey Keitel - Il cattivo tenente (Bad Lieutenant)
- Al Pacino - Scent of a Woman - Profumo di donna (Scent of a Woman)

### Miglior attrice protagonista
- Emma Thompson - Casa Howard (Howards End)
- Susan Sarandon - L'olio di Lorenzo (Lorenzo's Oil)
- Michelle Pfeiffer - Due sconosciuti, un destino (Love Field)

### Miglior attore non protagonista
- Gene Hackman - Gli spietati (Unforgiven)
- Seymour Cassel - In the Soup - Un mare di guai (In the Soup)
- Jack Nicholson - Codice d'onore (A Few Good Men)

### Miglior attrice non protagonista
- Miranda Richardson - La moglie del soldato (The Crying Game), Un incantevole aprile (Enchanted April) e Il danno (Damage)
- Judy Davis - Mariti e mogli (Husbands and Wives)
- Alfre Woodard - Amori e amicizie (Passion Fish)

### Miglior sceneggiatura
- Neil Jordan - La moglie del soldato (The Crying Game)
- Michael Tolkin - I protagonisti (The Player)
- David Webb Peoples - Gli spietati (Unforgiven)

### Miglior film in lingua straniera
- Lanterne rosse (大红灯笼高高挂), regia di Zhāng Yìmóu • Cina/Hong Kong/Taiwan
- La fiammiferaia (Tulitikkutehtaan tyttö), regia di Aki Kaurismäki • Finlandia/Svezia
- Indocina (Indochine), regia di Régis Wargnier • Francia

### Miglior documentario
- Brother's Keeper, regia di Joe Berlinger e Bruce Sinofsky
- American Dream, regia di Barbara Kopple, Cathy Caplan, Thomas Haneke e Lawrence Silk
- Dal big bang ai buchi neri (A Brief History of Time), regia di Errol Morris

### Miglior fotografia
- Jean Lépine - I protagonisti (The Player)
- Jean de Segonzac - Laws of Gravity
- Zhao Fei - Lanterne rosse (大红灯笼高高挂)